# Amifostina
A amifostina (WR-2721) é um fármaco da classe das anfetaminas substituídas que age na citoproteção. É utilizado em pacientes com câncer com a finalidade de proteção dos tecidos sadios devido ao tratamento quimioterápico.

## Efeitos colaterais
Possíveis efeitos colaterais incluem:
- Náuseas
- Vômito
- Hipotensão